# CODE NAME.2 SISTER MOON
『CODE NAME.2 SISTER MOON』（コード・ネーム・ツー・シスター・ムーン）は、CHAGE&ASKA（現：CHAGE and ASKA）の18作目のオリジナル・アルバム。1996年4月22日に発売された。発売元はポニーキャニオン。
1998年3月11日、2001年5月23日はCDとして、2009年11月25日はSHM-CDとして再発売された。

## 背景・リリース
前作『Code Name.1 Brother Sun』から10か月ぶりとなる作品。前作と本作のタイトルは1972年公開の映画『ブラザー・サン シスター・ムーン』から名付けられ、ASKAが映画を観た際に映像の綺麗さに感銘を受けたことが由来している:311-312。前作の発売から本作の発売が予告されており、当初は1995年の秋頃の発売を予定していたが、ツアーと重なるスケジュールの関係で発売が半年後となった。本作は前作のアルバムと対になっている作品である。
発売後は『MTV Unplugged』出演や『one voice THE SONGS OF CHAGE&ASKA』リリースなどを経て、1996年末からソロ活動を活発化させた。
本作は、CHAGE&ASKAとしてポニーキャニオン（AARD-VARKレーベル）から発売された最後のオリジナル・アルバムである。2009年11月25日には、紙ジャケット・シリーズの一環としてSHM-CD仕様でヤマハミュージックコミュニケーションズより再発売された。

## 制作
1994年から1995年にかけて、CHAGE（現：Chage）とASKAがお互いに楽曲制作を行っていたために、CD2枚組に出来るほどの分量となっていた。しかし、2枚組としてアルバムを発売するのでなく、前作を発売する際に本作の発売の予告を行って発売された。
本作のレコーディングはコンサートツアー『SUPER BEST 3 MISSION IMPOSSIBLE』の真っ最中に並行して行われたために、CHAGEとASKAは楽曲に対しての心境が変化したという。
前作の1曲目に1コーラスだけ収録されている「君の好きだった歌」は、本作でフルコーラスとして完成させた楽曲が収録される予定であったが収録されず、代わりにブックレットの中でASKAの散文詩として詩が記載されている。
1996年1月末の国内ツアー終了後からアルバムの作業に集中していく中で、2人は更なる新曲を書き上げた（CHAGEは「ピクニック」、ASKAは「青春の鼓動」）。今の自分たちの状態を押していこうということで収録された:320-321。

## 批評・チャート成績
CHAGEとASKAは、本作でCHAGE&ASKAのひとつのプロジェクトが完結したと述べている（それは、初のアジアツアーを含んだ『史上最大の作戦』ツアー→ソロ活動→アルバム『Code Name.1』→『SUPER BEST 3』ツアー→本作である）。
音楽評論家の小貫信昭は本作の全体の傾向について、CHAGEとASKAのカラーがはっきりしていることを言及しており、「自分に還り、半径1メートルから歌の世界を発展させてるような、そんな傾向の歌が多く、それがそんな印象を与える。」と評価している。
オリコン集計による売上枚数は46.3万枚を記録している。

## 収録曲
| #         | タイトル             | 作詞      | 作曲            | 編曲      | 時間  |
| --------- | -------------------- | --------- | --------------- | --------- | ----- |
| 1.        | 「もうすぐだ」       | 飛鳥涼    | 飛鳥涼          | 村上啓介  | 5:31  |
| 2.        | 「青春の鼓動」       | 飛鳥涼    | 飛鳥涼          | 村上啓介  | 4:44  |
| 3.        | 「Sea of Gray」      | 飛鳥涼    | CHAGE、村上啓介 | 村上啓介  | 6:55  |
| 4.        | 「river」            | 飛鳥涼    | 飛鳥涼          | 重実徹    | 5:13  |
| 5.        | 「濡れた夢」         | CHAGE     | CHAGE           | 澤近泰輔  | 5:42  |
| 6.        | 「I'm a singer」     | 飛鳥涼    | CHAGE           | 十川知司  | 5:45  |
| 7.        | 「One Day」          | 飛鳥涼    | 飛鳥涼          | 松本晃彦  | 4:46  |
| 8.        | 「ピクニック」       | CHAGE     | CHAGE           | 山里剛    | 3:52  |
| 9.        | 「港に潜んだ潜水艇」 | 飛鳥涼    | CHAGE、村上啓介 | 村上啓介  | 6:41  |
| 10.       | 「NとLの野球帽」     | CHAGE     | CHAGE           | 重実徹    | 6:05  |
| 11.       | 「好きになる」       | 飛鳥涼    | 飛鳥涼          | 清水信之  | 4:52  |
| 12.       | 「On Your Mark」     | 飛鳥涼    | 飛鳥涼          | 澤近泰輔  | 6:38  |
| 合計時間: | 合計時間:            | 合計時間: | 合計時間:       | 合計時間: | 66:44 |

## 楽曲解説
1. もうすぐだ
CHAGEとASKA出演の日本航空 CMソング[注 3]。
当初は前作に収録予定であったが、シングルになる可能性も含んでいたので発表を遅らせている[3]。歌詞は人が何かをやり遂げようとする時の "あと少しだ" という瞬間の気持ちを表現している[3]。
リチャード・マークス（Richard Marx （英語））がカバーした曲（「Heart of My Own」）が、トリビュート・アルバム『one voice THE SONGS OF CHAGE&ASKA』日本盤ボーナス・トラックに収録されている。
2. 青春の鼓動
ASKAがツアー後に制作した楽曲[3]。
ASKAは、これまで歌詞の中で「青春」という言葉を敢えて使ってこなかったが、この曲では「青春」という言葉以外ないだろうと思って使用している。ASKAにとって「青春」は「予想のつかない展開が行われた時期」と位置付け、ASKAは高校の時が「青春」だったという。歌詞の一部もASKAが高校3年生の頃の実話となっている[6]:324-325。
3. Sea of Gray
当初は1995年の時から完成していたが、新たに手を加えて現在の形になっている[3]。CHAGEがプログレを作りたいという想いから制作された[3]。歌詞の明るいとは言えない海の色をASKAが作詞しており、テーマは "白黒の判断では生き抜いていけない"だという[3]。
4. river
1996年2月19日に発売された38枚目シングル。
5. 濡れた夢
1994年11月16日に発売された37枚目シングル「めぐり逢い」のカップリング曲。
6. I'm a singer
CHAGEは、ノリの良いマイナーロックを書いてみたかったという。歌詞についてASKAは「ロンドンに住んでいた時、現地の人に『この国の職業で何がいちばん多いんだっけ』と聞いたら、『シンガーなんだよ』と言われた印象が残っていて、成功しようとする意気込みを強く感じる現地のシンガーの生活感が出た詞になっている」と述べている[3]。
7. One Day
TBS系音楽番組『COUNT DOWN TV』1996年5月度オープニングテーマ。
アンラッキーな時は何をやっても同じということを表現した楽曲。デモテープ段階での仮タイトルは「ブラスがいっぱい」である[3]。
小畑由香里がカバーした曲が、TBS系ドラマ『一獲千金 夢家族』主題歌として2002年にシングル発売された。
8. ピクニック
CHAGEがツアー後に制作した楽曲。国内ツアー終了後に「何が出てくるだろう」と思い制作すると、肩の力の抜けた楽曲が出てきたという。作詞に関してはみんながスタジオでレコーディングをしている横で行なっている[6]:320-321。
コーラスはCHAGEの声のみで構成されており、ASKAの声は収録されていない[6]:321。
レコーディングも限られた時間の中で、24チャンネルのアナログにこだわったという。また、1970年代辺りの世界観を自分なりに表現したとこがあるとも述べている[3]。
9. 港に潜んだ潜水艇
CHAGEが以前から「MULTI MAXのサウンドに近い楽曲をASKAが歌う」という希望が実現された作品[3]。当初、歌詞はCHAGEが制作していたが、ASKAがCHAGEに歌詞を変えるよう要求したためにASKAが書いた詞が収録された[3]。
本作でのメイン・ボーカルはASKAだが、2002年発売のセルフカバー・アルバム『STAMP』では、CHAGEがメイン・ボーカルを歌っている。
10. NとLの野球帽
シングル「river」のカップリング曲。
11. 好きになる
NHKドラマ新銀河『妻の恋』主題歌。
シングルにする話もあったが、アルバムで聴かせたい楽曲としてシングル化は見送られた[3]。
1999年に台湾で発売されたベスト・アルバム『倆角形 Duet Angle 20th anniversary』ASKA SIDE、2004年に発売されたバラッド集『THE STORY of BALLAD II』にも収録されている。
2010年にはASKAがアルバム『君の知らない君の歌』でセルフカバーしている。
12. On Your Mark
1994年8月3日に発売された35枚目シングル「HEART/NATURAL/On Your Mark」収録曲。

## 参加ミュージシャン
| もうすぐだ - Drums：Neil Conti - Bass, Electric Guitar, Keyboards：村上啓介 - Synthesizer Sound Designer：中山信彦 青春の鼓動 - Electric Guitar, Acoustic Guitar, 12st Guitar, Bass, Percussion, Keyboards：村上啓介 - Acoustic Piano：エルトン永田 - Blues Harp：飛鳥涼 - Synthesizer Sound Designer：中山信彦、北岡徹也 Sea of Gray - Bass：Pino Palladino - Electric Guitar, Acoustic Guitar, Keyboards：村上啓介 - Synthesizer Sound Designer：中山信彦 - Violin：斎藤ネコ river - Bass：渡辺等 - Electric Guitar, Acoustic Guitar：今剛 - Acoustic Piano, Synthesizer Sound Designer, Keyboards：重実徹 - Percussion：ペッカー - Strings：桑野ストリングス 濡れた夢 - Electric Guitar：今剛、関淳二郎 - Acoustic Piano, Keyboards：澤近泰輔 - Synthesizer Sound Designer：中山信彦 I'm a singer - Electric Guitar, Acoustic Guitar：西川進 - Electric Guitar：村上啓介 - Synthesizer Sound Designer：中山信彦 - Keyboards：十川知司 | One Day - Bass：美久月千晴 - Electric Guitar, Acoustic Guitar：西川進 - Synthesizer Sound Designer：大竹徹夫 - Keyboards：松本晃彦 - Trombone：村田陽一 - Trumpet, Flugel Horn：荒木敏男 - Saxophone, Flute：山本拓夫 - Chorus：MUGIFUMI ピクニック - Drums, Percussion：吉田佳史 - Bass：惠美直也 - Electric Guitar, Acoustic Guitar, Slide Guitar, Mandolin：笛吹利明 - Keyboards：福島健太郎 - Shaker：黒田有紀 港に潜んだ潜水艇 - Bass：Pino Palladino - Electric Guitar, Acoustic Guitar, Keyboards：村上啓介 - Synthesizer Sound Designer：中山信彦 NとLの野球帽 - Drums：村石雅行 - Bass, Electric Guitar：西川進 - Acoustic Piano, Synthesizer Sound Designer, Keyboards：重実徹 - Chorus：宇佐元恭一、浅井ひろみ、土肥二朗、中林たら 好きになる - Drums：田中清司 - Bass, Electric Guitar, Acoustic Guitar, Keyboards：清水信之 - Synthesizer Sound Designer：田端元 On Your Mark - Drums：長谷部徹 - Bass：美久月千晴 - Electric Guitar, Acoustic Guitar：是永巧一 - Acoustic Piano, Keyboards：澤近泰輔 - Synthesizer Sound Designer：中山信彦 - Strings：JOEストリングス - Chorus：下成佐登子, 河合夕子, 中林たら |